# Walburgis van Nieuwenaar
Anna Walburgis van Nieuwenaer (1522 – Moers, 25 mei 1600) (ook: Walburga, en Von Neuenahr of Von Neuenahr-Moers) was een gravin van Meurs. Zij trouwde in 1546 met Filips van Montmorency, de graaf van Horne, die in 1568 op last van Alva werd geëxecuteerd. Enkele jaren later hertrouwde ze met Adolf van Nieuwenaer, stadhouder van Utrecht en Gelderland. Zij zette zich in voor de verspreiding van het protestantisme en voor de zaak van de opstandelingen tijdens de Tachtigjarige Oorlog.

## Jeugd
Walburgis van Nieuwenaer was de dochter van Willem graaf van Nieuwenaer en Anna van Wied. Zij groeide op op het familieslot in Wied. Haar vader was een diplomaat en raadsheer van de keizer en ging al vroeg over naar het protestantisme. Er waren banden tussen haar familie en de latere leiders van de Nederlandse opstand. Haar broer Herman van Nieuwenaer-Meurs was getrouwd met een halfzuster van Willem van Oranje, Magdalena van Nassau. Haar nicht Amelia was de vrouw van Hendrik van Brederode.

## Gravin van Horne en Meurs

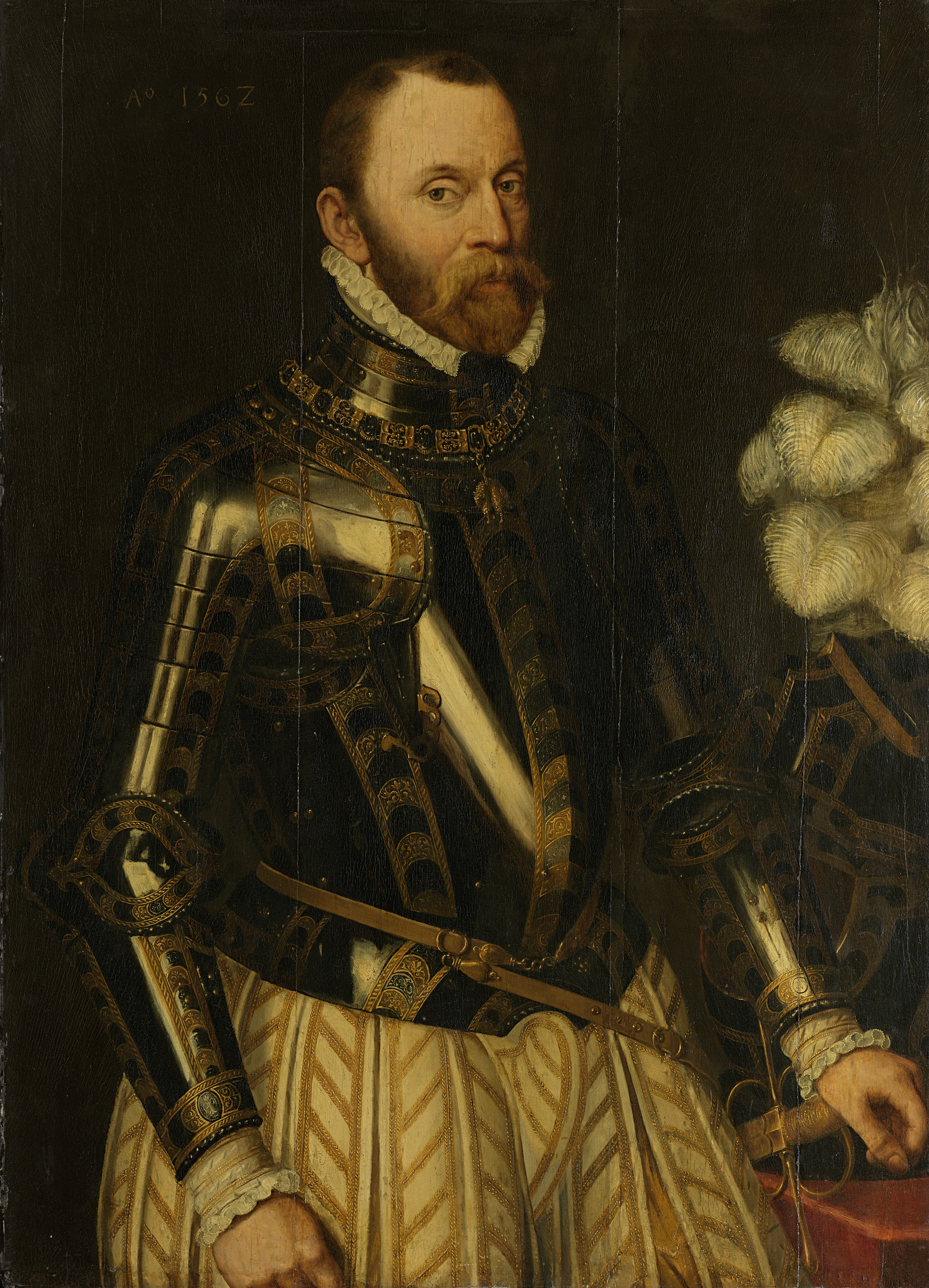
Filips van Montmorency, graaf van Horne

Zij trouwde op 29 januari 1546 met Filips van Montmorency, graaf van Horne en heer van Weert. Hij was actief in het leger van Karel V en diens opvolger Filips II, en regelmatig langere tijd van huis. Vanaf 1555 was hij stadhouder van Gelderland en vanaf 1561 lid van de Raad van State. Zij kregen één kind, een zoon die jong stierf.

Walburgis van Nieuwenaer zette zich met haar schoonmoeder Anna van Egmond vanuit kasteel Nijenborgh in Weert actief in voor de verspreiding van het protestantisme. Zij bezochten gereformeerde diensten en wisten enkele priesters over te halen toe te treden tot de protestantse kerk. Vermoedelijk hadden ze ook kennis van de voorbereidingen van de Beeldenstorm. Enkele dagen voordat die in 1566 begon, waarschuwden zij de nonnen van een plaatselijk klooster om kostbare zaken te verbergen.

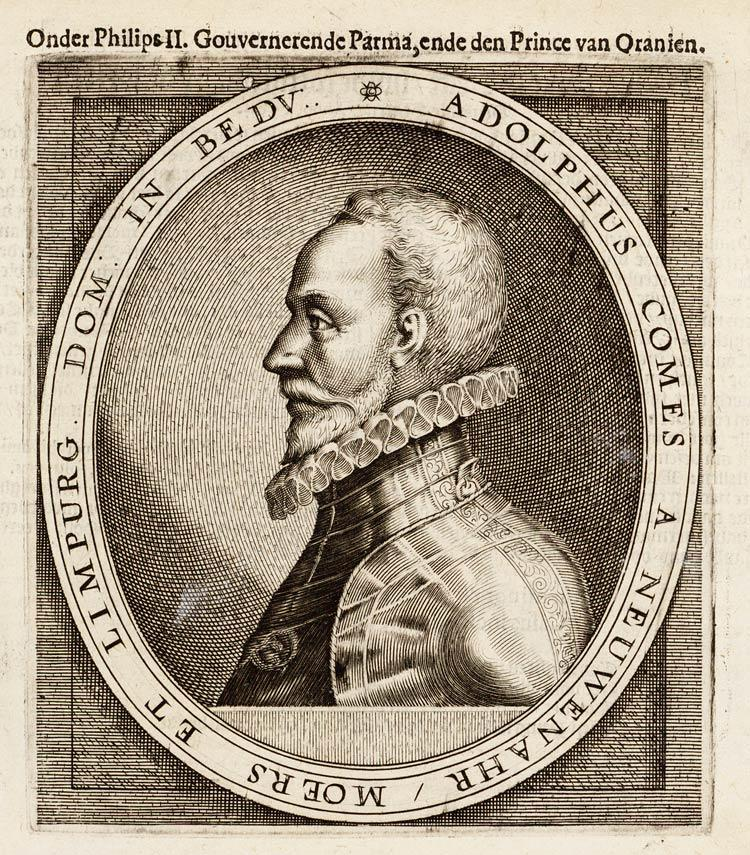
Adolf van Nieuwenaer

Op 9 september 1567 werd haar man samen met graaf Egmont in Brussel gevangen genomen. Naar het schijnt heeft ze niet veel actie ondernomen om haar man vrij te krijgen; er zijn alleen een verzoekschrift aan de keizer en een brief aan de koning bekend. Mogelijk was Walburgis van Nieuwenaer, die een slechte gezondheid had, in deze tijd ziek. Filips van Montmorency werd op 5 juni 1568 in Brussel onthoofd. Al zijn bezittingen waren verbeurd verklaard, wat betekende dat Walburgis en haar schoonmoeder Weert moesten verlaten. Zij gingen naar Keulen. Omtrent de nalatenschap van de graaf van Horne werd nog jaren geprocedeerd.
In 1569 of 1570 trouwde Walburgis voor de tweede keer. Haar nieuwe echtgenoot was haar jongere neef Adolf van Nieuwenaer, heer van Alpen (ca. 1545-1589). In eerste instantie woonden zij in Meurs en Alpen. In 1578 erfde Walburgis met haar man het graafschap Meurs van haar kinderloos gestorven broer Herman van Nieuwenaer-Meurs. Na het verlies van de protestantse partijen in de Keulse oorlog weken zij uit naar de Republiek. In 1584 werd Adolf van Nieuwenaer stadhouder van Gelderland en in 1585 ook stadhouder van Utrecht. Vanaf 1585 woonde het echtpaar in de stad Utrecht. De graaf van Leicester, die als Engels landvoogd ook een tijd in Utrecht woonde, beschrijft Walburgis in brieven als een wijze vrouw die hem nuttige informatie geeft. De relaties werden verstoord toen de secretaris van Leicester roddels over Walburgis begon te verspreiden.
Adolf van Nieuwenaer kwam in oktober 1589 om het leven bij een ongeluk tijdens het testen van nieuwe kanonnen. Naar verluidt zou Walburgis overwogen hebben nog een keer te trouwen; dit keer met graaf Valkenstein, die echter overleed voordat het tot een huwelijk kon komen. Zij zou het voorgenomen huwelijk zelf altijd hebben ontkend.

## Laatste levensjaren en nalatenschap
In 1594 maakte ze een testament op. Hierin liet ze het graafschap Meurs na aan Maurits van Oranje, mits hij de protestantse godsdienst daar zou beschermen. Op dat moment was Meurs nog in Spaanse handen. De nog steeds omstreden erfenis van de graaf van Horne liet ze na aan Sabina van Egmont, de dochter van de tegelijk met haar man geëxecuteerde graaf van Egmont.
In 1597 lukte het Maurits van Oranje om Meurs te heroveren. Walburgis van Nieuwenaer vestigde zich daarna in Meurs, dat zij tot haar dood als gravin bestierde. Zij stierf er op 25 mei 1600. Het graafschap werd na haar dood onmiddellijk bezet door de hertog van Kleef maar in 1601 door Maurits terugveroverd.

## Trivia

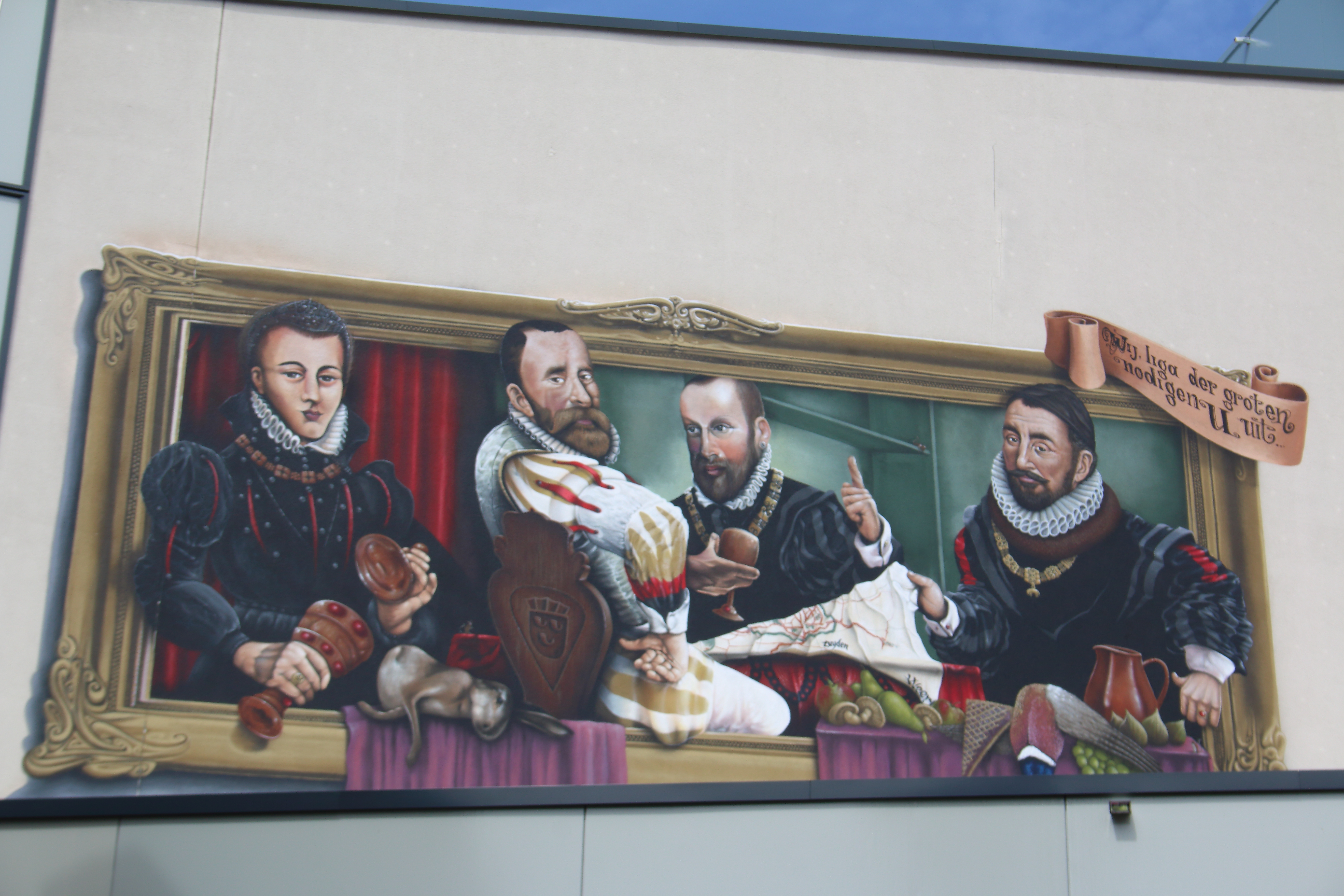
Walburgis (links) op een muurschildering in Weert

Walburgis van Nieuwenaar staat afgebeeld op een muurschildering aan de Muntpassage in Weert, samen met Philips van Horne, Lamoraal van Egmont en Willem van Oranje .